# Hướng Hóa
Hướng Hóa là một huyện miền núi biên giới nằm ở phía tây tỉnh Quảng Trị, Việt Nam.

## Địa lý
Huyện Hướng Hóa cách thành phố Đông Hà khoảng 65 km về phía tây, có vị trí địa lý:
- Phía đông giáp các huyện Gio Linh, Vĩnh Linh và Đakrông
- Phía tây và phía nam giáp tỉnh Savanakhet, CHDCND Lào
- Phía bắc giáp huyện Lệ Thủy, tỉnh Quảng Bình.

Nơi đây có Cửa khẩu Quốc tế Lao Bảo nằm trên trục Quốc lộ 9A thông thương với Lào. Đường mòn Hồ Chí Minh xuyên suốt từ phía bắc đến đông nam của huyện, sang Thừa Thiên Huế. Huyện có biên giới dài 156 km thuộc 11 xã tiếp giáp với Lào. Trong đó con sông Sêpôn là biên giới tự nhiên với gần 100 km giữa huyện với nước Lào tại phía tây nam của huyện.
Diện tích tự nhiên toàn huyện 1151 km², dân số 90.920 người (2019). Huyện nằm hoàn toàn trên dãy Trường Sơn nên địa hình phần lớn vùng núi cao ở phía bắc, với đỉnh cao nhất 1617 m, vùng núi đông bắc và tây nam thấp hơn; xen kẽ là dải đất thấp theo đường QL9 từ Đa Karông đến biên giới Việt - Lào.
Huyện Hướng hóa có hệ thống sông suối đa dạng và rất đặc biệt. Ngoài sông Sêpôn là biên giới tự nhiên Việt - Lào, Hướng Hóa có hàng trăm con suối, hàng chục con sông nhỏ, đều bắt nguồn tại chính địa bàn huyện mình (hầu như không có sông suối bắt nguồn từ huyện khác chảy vào Hướng Hóa) rồi chảy ngược miền núi Quảng Bình, sang Gio Linh, Cam Lộ, Đakrông;  nhiều sông nhỏ là chi lưu sông Sê Pôn. Trong đó sông Rào Quán là sông dài và quan trọng nhất, là một trong hai nhánh lớn đầu nguồn, dồi dào nguồn nước của sông Thạch Hãn; với một hồ nước nổi tiếng giữa trung tâm huyện. (Sông Rào Quán hợp lưu với sông Đakrông thành đoạn sông Ba Lòng)
Các dân tộc sinh sống ở huyện Hướng Hóa gồm: Kinh, Vân Kiều, Pa Cô (Tà Ôi).

## Hành chính

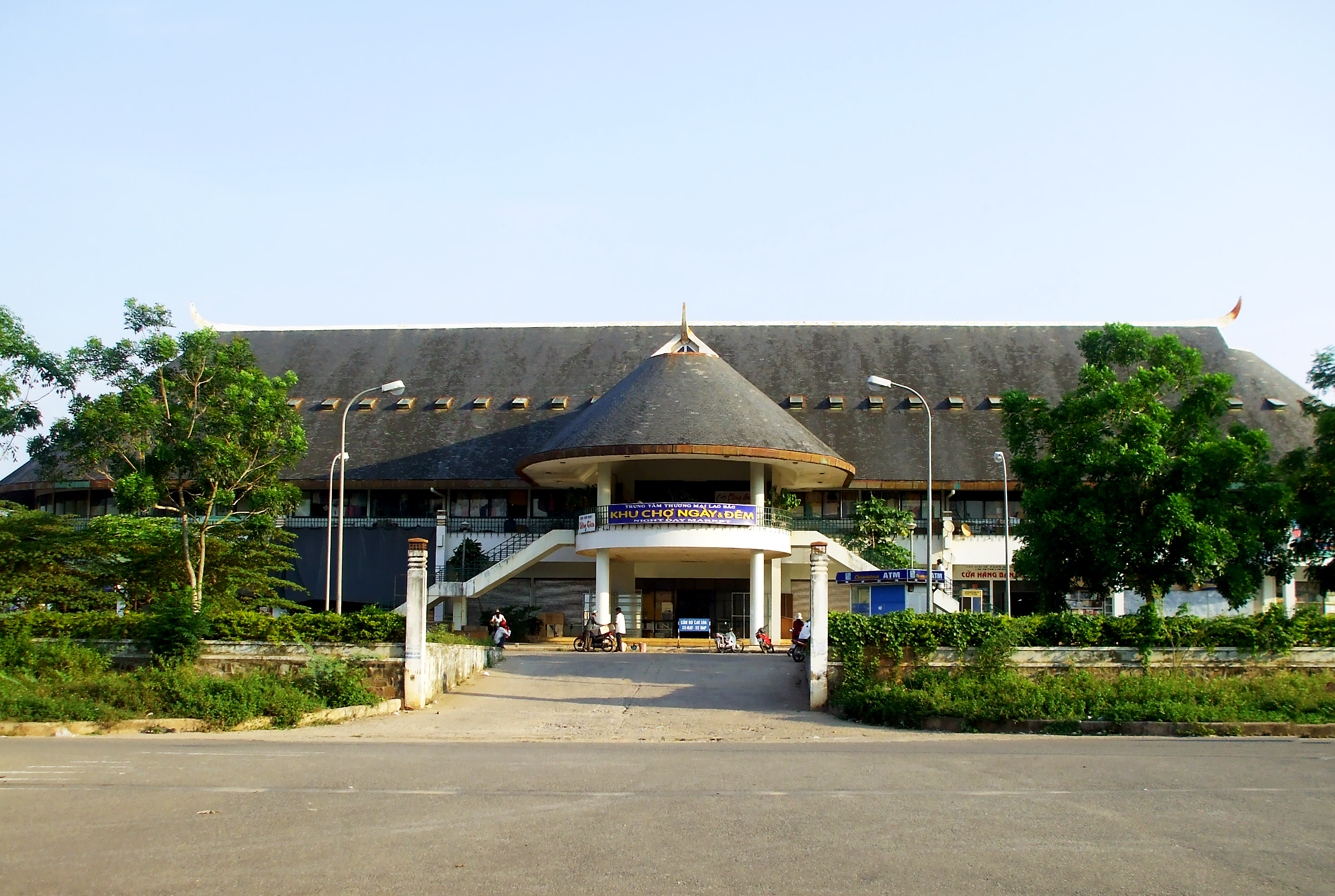
Chợ thị trấn Lao Bảo, thuộc huyện Hướng Hóa

Huyện Hướng Hóa có 21 đơn vị hành chính cấp xã trực thuộc, bao gồm 2 thị trấn: Khe Sanh (huyện lỵ), Lao Bảo và 19 xã: A Dơi, Ba Tầng, Húc, Hướng Lập, Hướng Linh, Hướng Lộc, Hướng Phùng, Hướng Sơn, Hướng Tân, Hướng Việt, Lìa, Tân Hợp, Tân Lập Tân Liên, Tân Long, Tân Thành, Thanh, Thuận, Xy.

## Lịch sử
Sau năm 1975, huyện Hướng Hóa thuộc tỉnh Bình Trị Thiên, bao gồm thị trấn Khe Sanh và 27 xã: A Bung, A Dơi, A Ngo, A Túc, A Vao, A Xing, Ba Nang, Ba Tầng, Húc, Húc Nghì, Hướng Linh, Hướng Phùng, Hướng Sơn, Hướng Tân, Kỳ Nơi, Tà Long, Tà Rụt, Tân Độ, Tân Hợp, Tân Lập, Tân Liên, Tân Long, Tân Phước, Tân Thành, Thành, Thuận Thành, Xy.
Ngày 11 tháng 3 năm 1977, chuyển xã Hướng Lập thuộc huyện Vĩnh Linh về huyện Hướng Hóa quản lý. Huyện Hướng Hóa bao gồm thị trấn Khe Sanh và 28 xã: A Bung, A Dơi, A Ngo, A Túc, A Vao, A Xing, Ba Nang, Ba Tầng, Húc, Húc Nghì, Hướng Lập, Hướng Linh, Hướng Phùng, Hướng Sơn, Hướng Tân, Kỳ Nơi, Tà Long, Tà Rụt, Tân Độ, Tân Hợp, Tân Lập, Tân Liên, Tân Long, Tân Phước, Tân Thành, Thành, Thuận Thành, Xy.
Ngày 18 tháng 5 năm 1981, thành lập xã Đakrông trên cơ sở sáp nhập các thôn Tà Linh, Ba Từng, Chân Rò tách từ xã Tà Long, và các thôn Ba Ngao, Tà Cu, Làng Cát và Vùng Kho tách từ xã Húc; sáp nhập xã A Túc và xã Kỳ Nơi thành xã A Túc.
Ngày 17 tháng 9 năm 1981, chuyển 2 xã Mó Ó và Hướng Hiệp của huyện Gio Linh về huyện Hướng Hóa quản lý. Huyện Hướng Hóa có thị trấn Khe Sanh và 30 xã: A Bung, A Dơi, A Ngo, A Túc, A Vao, A Xing, Ba Nang, Ba Tầng, Đakrông, Húc, Húc Nghì, Hướng Hiệp, Hướng Lập, Hướng Linh, Hướng Phùng, Hướng Sơn, Hướng Tân, Mò Ó, Tà Long, Tà Rụt, Tân Độ, Tân Hợp, Tân Lập, Tân Liên, Tân Long, Tân Phước, Tân Thành, Thành, Thuận Thành, Xy.
Ngày 6 tháng 1 năm 1983, chia xã Thuận Thành thành 2 xã: Thuận và Hướng Lộc.
Ngày 12 tháng 1 năm 1984, sáp nhập xã Tân Độ vào thị trấn Khe Sanh.
Ngày 30 tháng 6 năm 1989, tỉnh Quảng Trị được tái lập từ Bình Trị Thiên cũ, huyện Hướng Hóa trực thuộc tỉnh Quảng Trị.
Ngày 1 tháng 8 năm 1994, chuyển xã Tân Phước thành thị trấn Lao Bảo.
Đến cuối năm 1995, huyện Hướng Hóa bao gồm 2 thị trấn: Khe Sanh (huyện lị), Lao Bảo và 29 xã: A Bung, A Dơi, A Ngo, A Túc, A Vao, A Xing, Ba Nang, Ba Tầng, Đakrông, Húc, Húc Nghì, Hướng Hiệp, Hướng Lập, Hướng Linh, Hướng Lộc, Hướng Phùng, Hướng Sơn, Hướng Tân, Mò Ó, Tà Long, Tà Rụt, Tân Hợp, Tân Lập, Tân Liên, Tân Long, Tân Thành, Thanh, Thuận, Xy.
Ngày 17 tháng 12 năm 1996, tách 10 xã: Mò Ó, Hướng Hiệp, Đakrông, Tà Long, Húc Nghì, Tà Rụt, A Vao, A Ngo, A Bung và Ba Nang để thành lập huyện Đakrông. Huyện Hướng Hóa còn lại 2 thị trấn và 19 xã.
Ngày 2 tháng 1 năm 2004, thành lập xã Hướng Việt trên cơ sở 6.520 ha diện tích tự nhiên và 1.208 nhân khẩu của xã Hướng Lập.
Ngày 1 tháng 1 năm 2020, sáp nhập xã A Xing và xã A Túc thành xã Lìa.
Huyện Hướng Hóa có 2 thị trấn và 19 xã như hiện nay.

## Tương lai
Theo quy định tại Nghị quyết 60 chính thức bỏ cấp huyện từ 1/7/2025 . Tên gọi dự kiến sau sáp nhập, huyện Hướng Hóa còn 7 xã, gồm Hướng Lập (sáp nhập xã Hướng Lập, Hướng Việt); Hướng Phùng (sáp nhập Hướng Phùng, Hướng Sơn, Hướng Linh); Khe Sanh (sáp nhập thị trấn Khe Sanh, Tân Hợp, Húc, Hướng Tân); xã Tân Lập (sáp nhập Tân Lập, Tân Liên, Hướng Lộc); Lao Bảo (sáp nhập thị trấn Lao Bảo, Tân Thành, Tân Long); Lìa (sáp nhập Lìa, Thanh, Thuận); A Dơi (sáp nhập A Dơi, Ba Tầng, Xy).